# 奈良文化財研究所
座標: 北緯34度41分30.1秒 東経135度47分17.9秒 / 北緯34.691694度 東経135.788306度

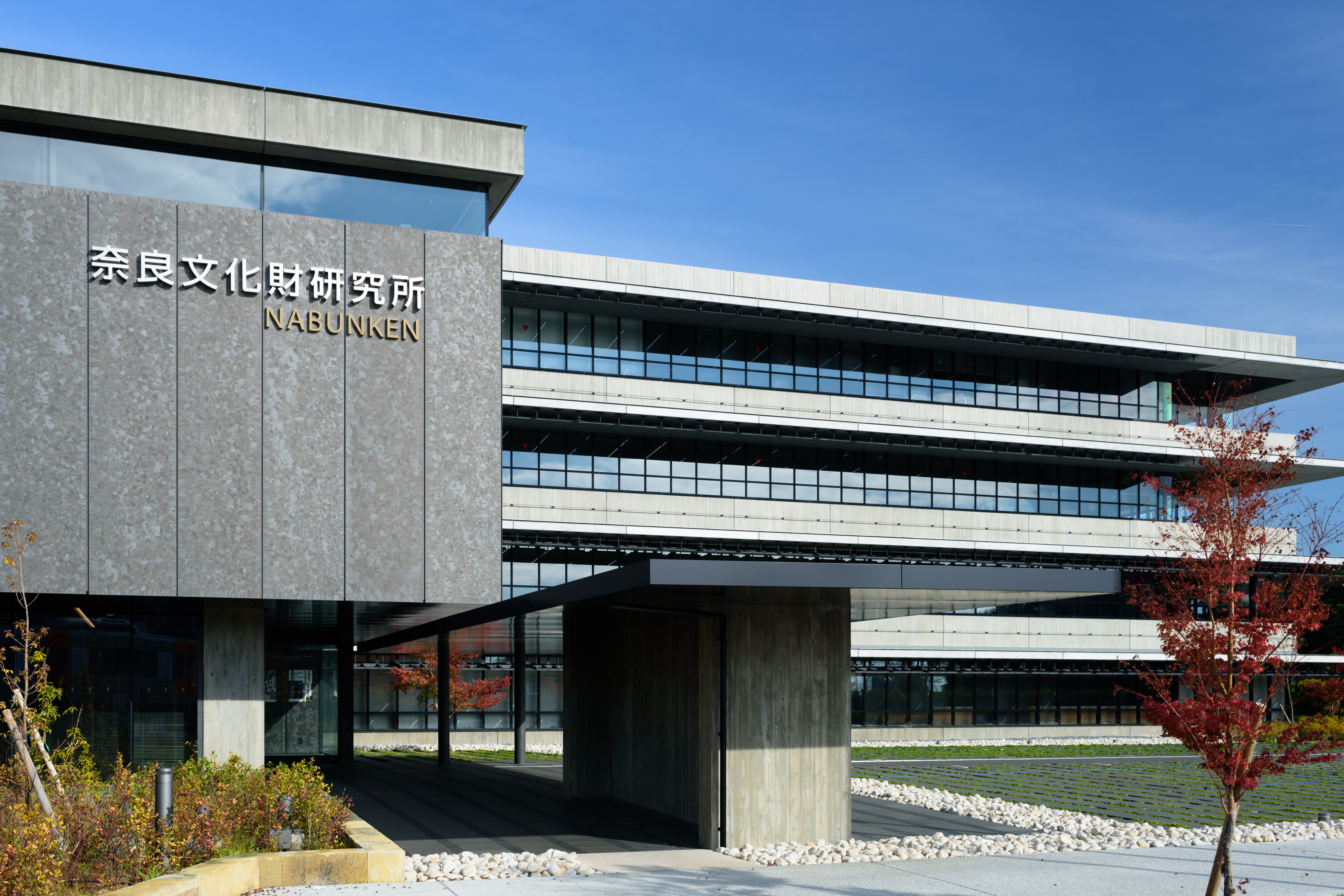
奈良文化財研究所（2019年11月）

奈良文化財研究所（ならぶんかざいけんきゅうじょ）は、奈良県奈良市二条町2丁目9-1に所在する独立行政法人国立文化財機構の一部門。古都奈良の文化財、埋蔵文化財の研究や平城宮跡、藤原宮跡の発掘調査も手がける。また奈良市や明日香村に資料館などを公開している。略称、奈文研（なぶんけん）。所のシンボルマークは平城宮跡から出土した「隼人の楯」である。

## 沿革

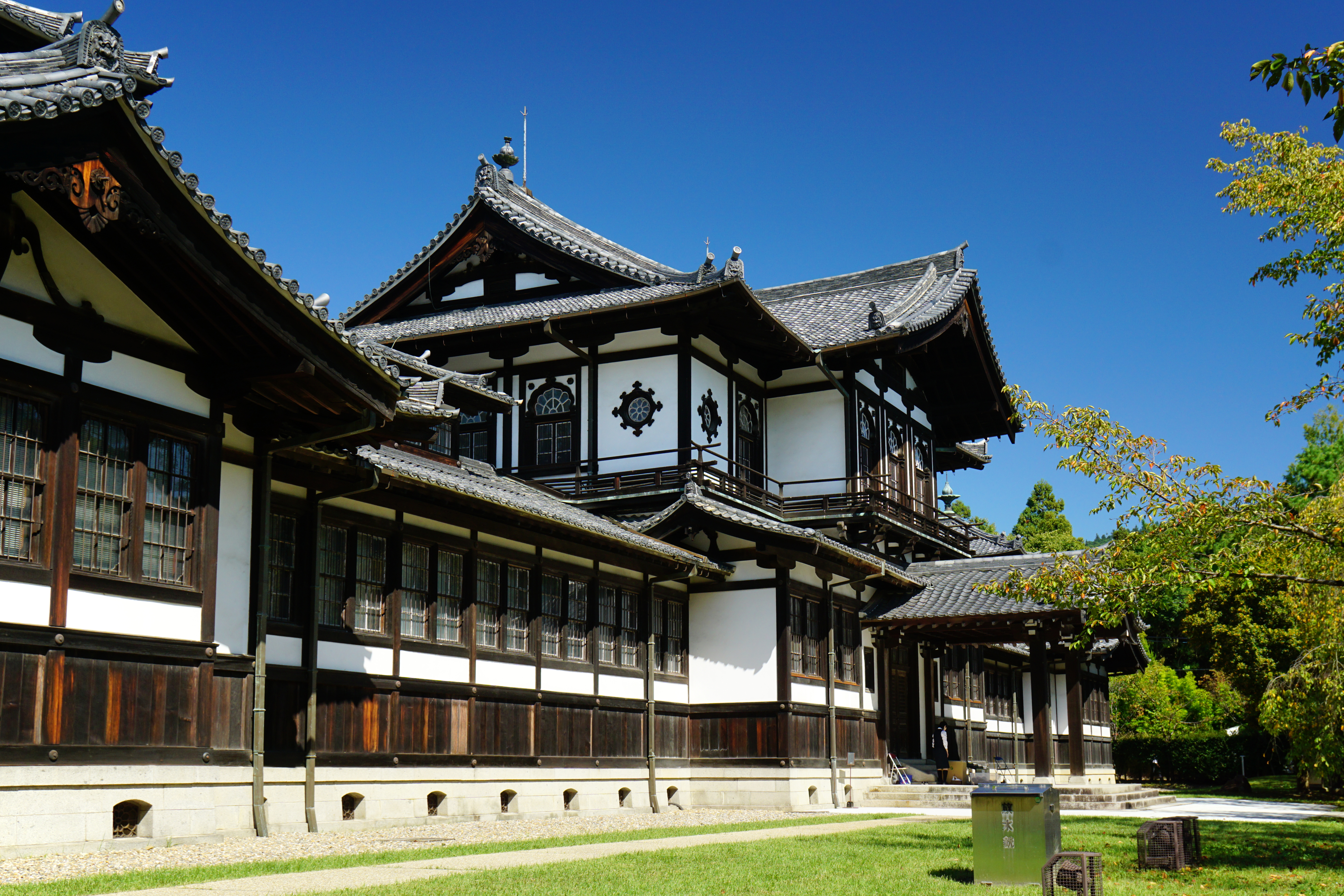
1980年まで使われていた初代庁舎（旧・奈良県物産陳列所、現・奈良国立博物館仏教美術資料研究センター）

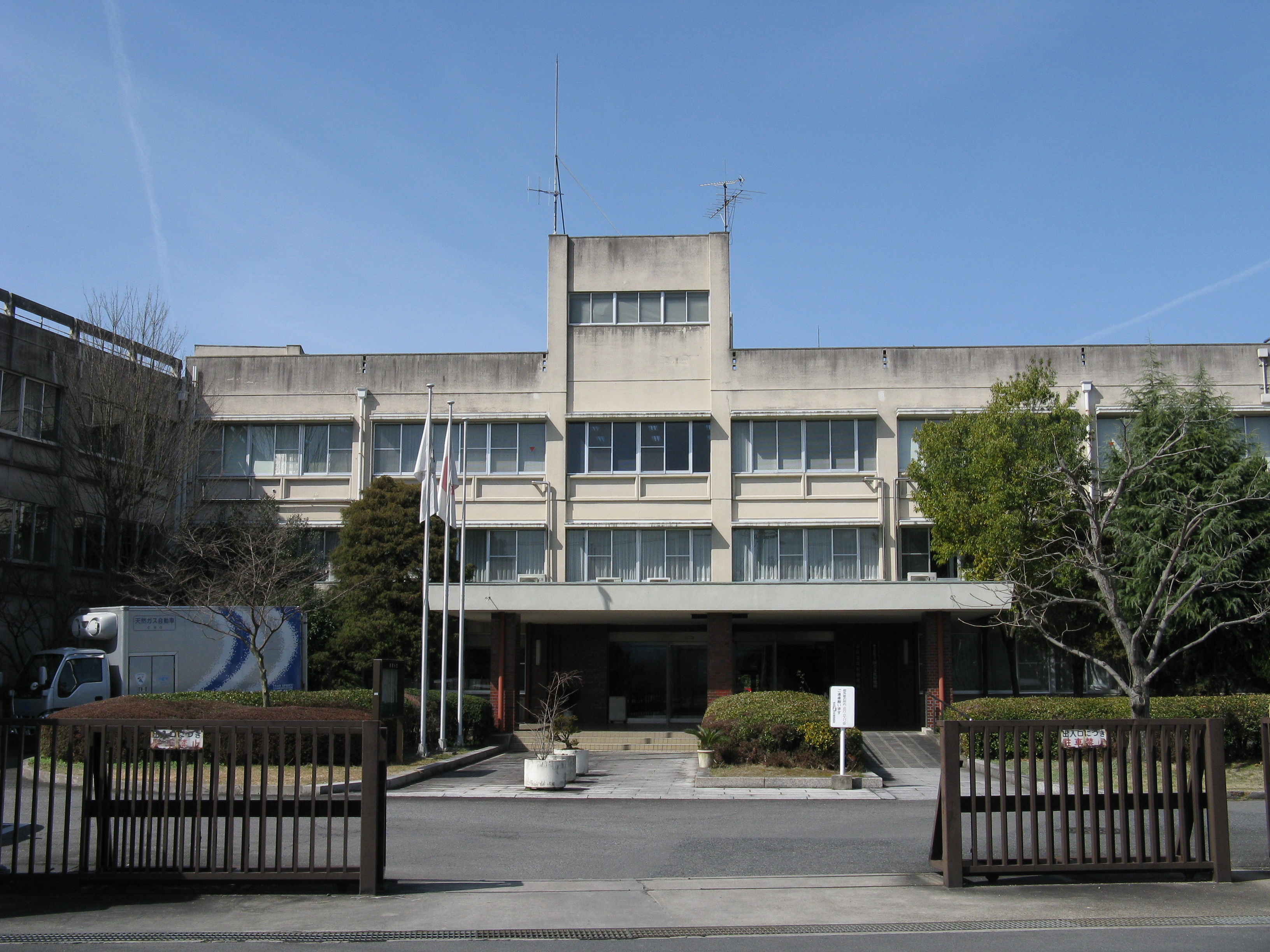
2013年に解体された旧本庁舎（元・奈良県立医科大学附属奈良病院、2009年3月5日）

- 1952年（昭和27年）に平城宮跡が特別史跡に指定されたことに伴い、同年4月奈良市春日野町で奈良文化財研究所として発足した。
- 1954年（昭和29年）7月、奈良国立文化財研究所と改称、1960年（昭和35年）、所内に平城宮跡発掘調査事務所（後、調査部）を設置し、1968年（昭和43年）、文化庁発足により文化庁付属機関となった。
- 1973年（昭和48年）4月、飛鳥藤原宮跡発掘調査部を設置し、翌年4月には埋蔵文化財センターを開設した。
- 1975年（昭和50年）3月、明日香村奥山に飛鳥資料館をオープン。
- 1980年（昭和55年）4月、本庁舎を奈良市二条町2丁目9-1の奈良県立医科大学附属奈良病院に移転[2]。
- 1986年（昭和61年）から1989年（平成元年）にかけて長屋王邸宅の発掘を行った。
- 1998年（平成10年）には平城宮跡を含む古都奈良の文化財がユネスコ世界遺産に登録されている。
- 2001年（平成13年）4月、東京文化財研究所と統合され、独立行政法人文化財研究所の奈良文化財研究所となった。
- 2007年（平成19年）4月、独立行政法人文化財研究所は独立行政法人国立博物館と統合し、独立行政法人国立文化財機構が発足した。
- 2013年（平成25年）8月、本庁舎の老朽化に伴う建替事業を開始[3]。11月、奈良市佐紀町247番1に仮設庁舎を設置。旧本庁舎は解体。
- 2014年（平成26年）4月、本庁舎建替事業に伴う発掘調査（平城第530次）開始[4]。
- 2015年（平成27年）6月、機関リポジトリシステム「全国遺跡報告総覧」運用開始[5]。
- 2018年（平成30年）3月、新本庁舎完成。9月25日より新本庁舎での業務開始[6]。
- 2025年（令和7年）3月31日、全国遺跡報告総覧を全国文化財総覧に改称[7]。

## 組織
研究部門としての企画調整部（5室）、文化遺産部（4室）、都城発掘調査部（5室）、埋蔵文化財センター（4室）、事務局としての研究支援推進部（3課）、展示施設としての飛鳥資料館を設置している。

## 公開施設
- 平城宮跡資料館（奈良市） - 8世紀の日本の都城平城京の出土遺物や建物模型などを展示する。
- 都城発掘調査部 藤原宮跡資料室（橿原市） - 飛鳥・藤原地域の古代遺跡の発掘調査や藤原京跡出土遺物の展示を行う。
- 飛鳥資料館（明日香村） - 6世紀から7世紀にかけての飛鳥時代の古代遺跡の出土品や模型を展示する。
- 平城宮跡に復元された朱雀門や遺構展示館、第一次大極殿は文化庁所有だが、管理・研究に協力する。

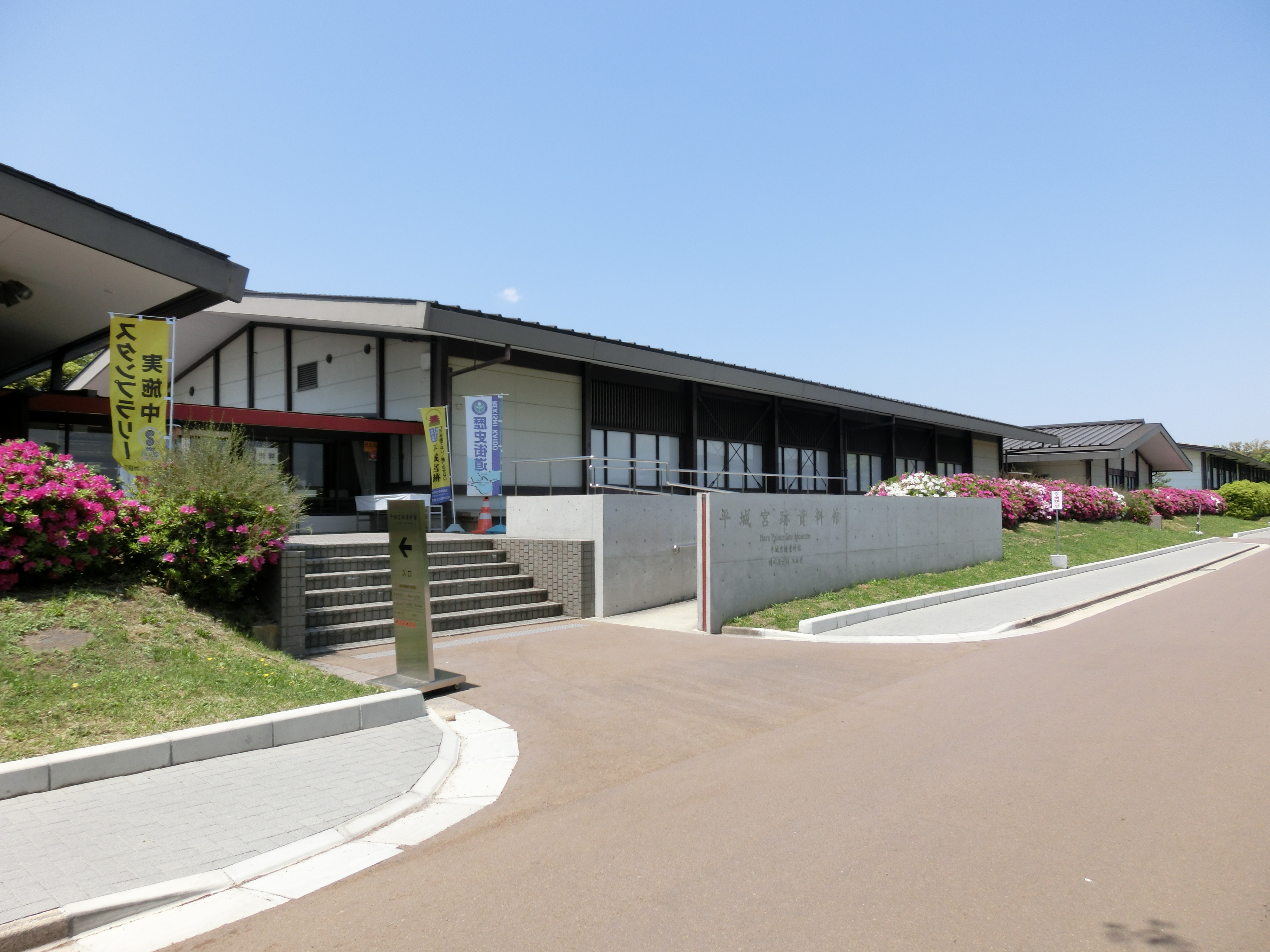
平城宮跡資料館
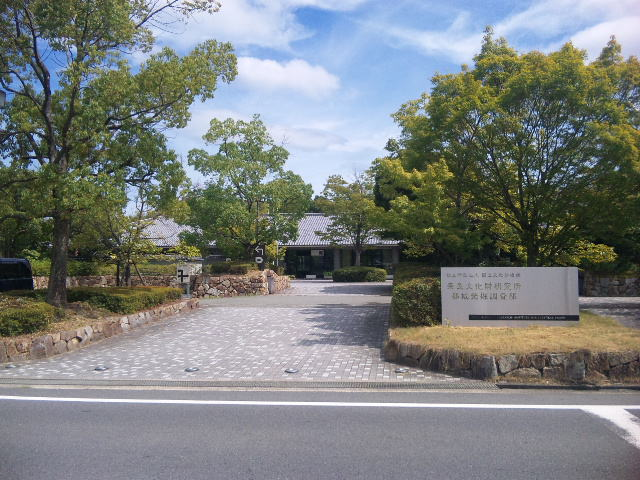
都城発掘調査部（飛鳥・藤原地区）
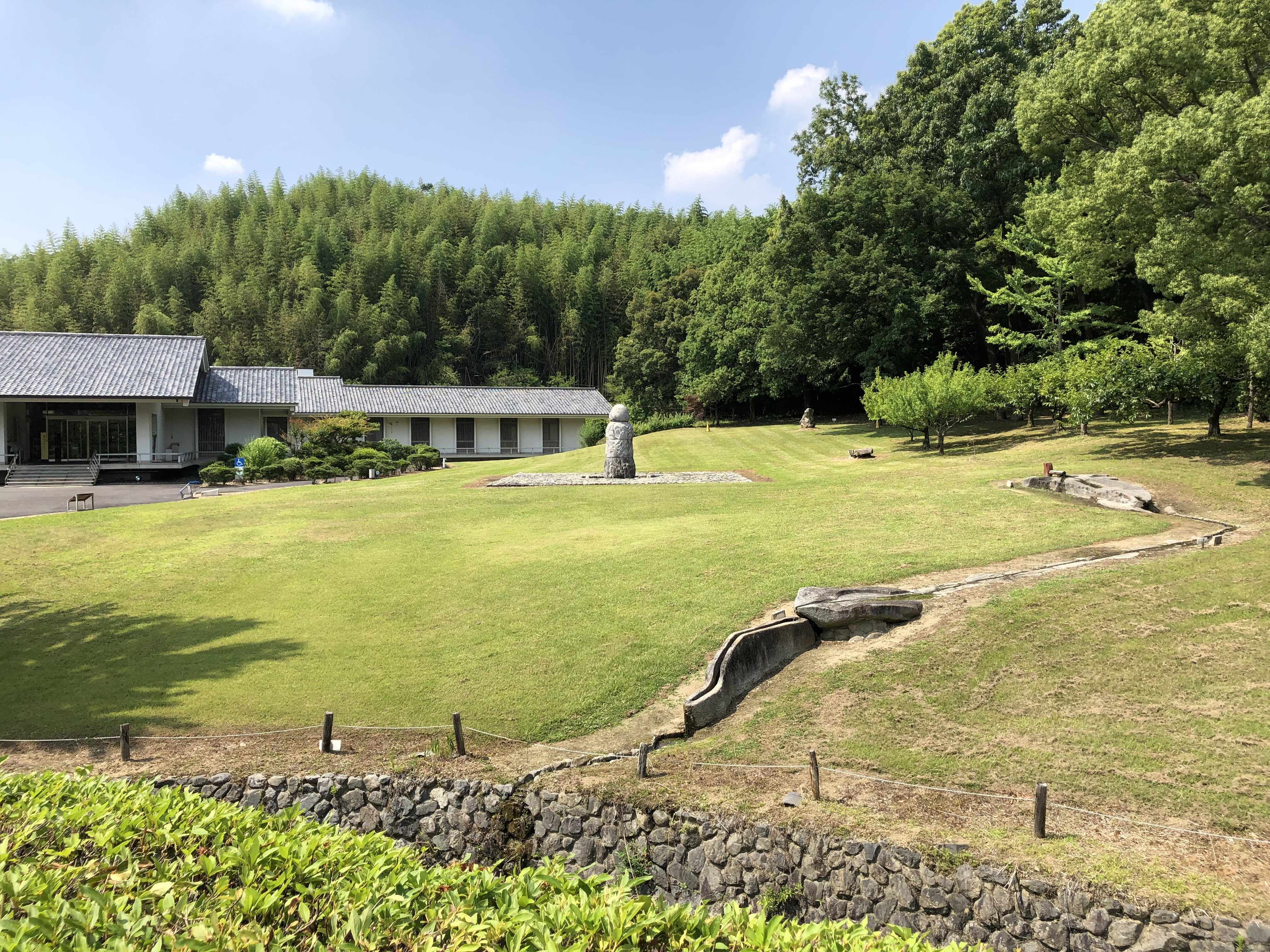
飛鳥資料館

## 保管文化財
独立行政法人国立文化財機構所有の国宝・重要文化財のうち、指定時の官報告示で「奈良文化財研究所保管」とされているものを挙げる。

### 国宝
- 平城宮跡出土木簡3,184点（古文書）[8][注釈 1]

### 重要文化財
- 奈良県興福寺旧境内土壙（一乗院宸殿跡下層）出土品 一括（考古資料）[9]

施釉陶器（三彩、二彩、緑釉、灰釉）、須恵器、土師器、黒色土器、瓦類の一括。平安時代。
- 長屋王家木簡 1,669点（附 平城京跡左京三条二坊出土木簡140点）（古文書）[11]
- 北浦定政関係資料 1,095点（歴史資料）[12]
  - 著述・資料類328点
  - 文書・記録類283点
  - 詠草類484点

## 国際協力
大韓民国の国立文化財研究所や中華人民共和国の中国社会科学院考古研究所とも共同研究を行い、発展途上国の文化財担当者の研修を行う。今後は東アジア規模での研究テーマを設定する予定である。

## その他

### 遺跡誤認問題
2010年（平成22年）7月に、同研究所は、藤原宮跡で天皇の即位儀礼が行われる「大嘗宮」の可能性がある建物跡などが発見されたと発表した。根拠としては、柱穴跡が42本見つかり、これらが建物跡や塀跡、門跡であると確認され、これが「平城宮の大嘗宮跡と類似した構造」であるとされた。その中で藤原宮があった時代の柱穴は1基しかなかったなどの矛盾点も見つかり、同研究所は11月18日に調査結果を撤回する事態になった。

### 被災史料の修復
2011年（平成23年）3月の、東日本大震災の津波によって海水や泥で被害を受けた岩手県・宮城県の古文書や史料を真空凍結乾燥機（フリーズドライ）を用いて乾燥させた後、泥や異物を除去する作業をしている。

### ウィキペディアへの協力
2015年（平成27年）より運営を開始した「全国遺跡報告総覧（現・全国文化財総覧）」は、全国の発掘調査報告書を一般公開し、誰もがPDF形式で閲覧またはダウンロードすることを可能にした機関リポジトリサービスだが、2021年（令和3年）4月26日から、登録された刊行物（発掘調査報告書・博物館展示会図録など）・動画・論文などの各種コンテンツを、ウィキペディアの出典情報として正確に、かつ書式に従い効率よく引用出来るようにするため、引用時にコンテンツ表記を自動表示するアイコンを開設した。これによりウィキペディアの、主に遺跡や考古学に関する事項を編集するユーザーは、執筆においては発掘調査報告書を参照し、出典として引用したい場合には書誌情報を迅速にコピー・アンド・ペースト出来るようになった。

### 発掘調査の報告書で虚偽情報
同研究所は、日本最古とされる富本銭が1990年代に出土した飛鳥池遺跡に関して、発掘調査の報告書が16年間に亘り未完成であったにもかかわらず、「完成した」とする虚偽の情報をウェブサイトに記載し続けていたことが、2021年12月24日に報じられた。2003年度に2004年度末の刊行が決まり、印刷業者と制作契約を締結したが、15万点を超える出土遺物の整理や分析に時間がかかり、報告書を作成できなかったと説明している。一方で同研究所は、制作費約910万円を業者に支払う不適切な会計処理を行い、ウェブサイトや発行物には2004年度に刊行済みとしていた（実際の完成は図版編が2008年度、本文編が2021年12月）。同研究所はコンプライアンス違反に当たるとして、本中真所長を厳重注意処分としたほか、発掘調査を担当した松村恵司前所長ら元所長2人も厳重注意相当となった。

## 関連人物

### 所長
- 黒田源次 - 1952年から死去する1957年まで、奈良国立博物館館長と奈良文化財研究所所長を兼務
- 藤田亮策 - 1959年から所長に就いたが、翌1960年に死去
- 松下隆章 - 文化財保護委員会美術工芸課課長を経て、1970年から1972年まで所長。後に京都国立博物館館長
- 坪井清足 - 1955年入所。1977年から1986年まで所長。後に財団法人大阪文化財センター理事長、財団法人元興寺文化財研究所副理事長
- 鈴木嘉吉 - 1952年入所。文化庁文化財保護部文化財監査官を経て、1986年から1994年まで所長
- 田中琢 - 1959年入所。埋蔵文化財センター長を経て、1994年から1999年まで所長
- 町田章 - 1964年入所。文化庁文化財監査官を経て、1999年から2005年まで所長
- 田辺征夫 - 埋蔵文化財センター所長を経て、2005年から2011年まで所長。後に公益財団法人大阪府文化財センター理事長、公益財団法人元興寺文化財研究所所長
- 松村恵司 - 1977年入所。都城発掘調査部長、文化庁文化財鑑査官を経て、2011年から2021年まで所長

### 元職員
- 横山浩一 - 埋蔵文化財センター長などを歴任し、後に九州大学名誉教授、日本考古学協会会長
- 杉山信三 - 朝鮮総督府、京都大学助手を経て1953年入所。1968年に定年退職後、近畿大学教授、京都市埋蔵文化財研究所所長
- 森蘊 - 1952年入所。建造物研究室室長などを歴任した。
- 浅野清 - 1952年に奈良学芸大学（現・奈良教育大学）助教授と研究員を兼任。後に大阪市立大学、大阪工業大学、愛知工業大学の教授、1982年元興寺文化財研究所所長・理事長を歴任
- 伊藤延男 - 建造物研究室長を歴任した。後に東京国立文化財研究所所長・名誉研究員、神戸芸術工科大学名誉教授
- 浜田隆 - 1953年入所。後に東京国立文化財研究所所長
- 杉山二郎 - 1955年入所。後に佛教大学教授
- 工藤圭章 - 1956年臨時筆生を経て、1959年入所。後に沼津工業高等専門学校校長
- 牛川喜幸 - 1959年入所。飛鳥藤原宮跡発掘調査部長を経て、後に長岡造形大学教授、京都橘大学教授、日本庭園学会会長、日本遺跡学会会長
- 平田寛 - 後に九州大学名誉教授
- 狩野久 - 1963年入所。後に岡山大学教授、京都橘女子大学教授
- 猪熊兼勝 - 1964年入所。後に京都橘大学名誉教授
- 木下正史 - 1964年入所。後に東京学芸大学名誉教授、日本文化財科学会会長
- 佐原真 - 1964年入所。埋蔵文化財センターセンター長を歴任し、後に国立歴史民俗博物館館長・名誉教授
- 高島忠平 - 1964年入所。1974年に佐賀県教育委員会に移り、吉野ヶ里遺跡の発掘調査を指揮した。後に佐賀女子短期大学教授・学長
- 真鍋俊照 - 1964年入所。後に金沢文庫長、宝仙学園短期大学学長、大日寺住職
- 阿部義平 - 1965年入所。後に国立歴史民俗博物館名誉教授
- 原秀三郎 - 1965年入所。後に静岡大学名誉教授
- 小笠原好彦 - 1966年入所。後に滋賀大学名誉教授
- 西谷正 - 1966年入所。後に福岡県教育委員会を経て、九州大学名誉教授、日本考古学協会会長
- 澤田正昭 - 1969年入所。埋蔵文化財センター遺物処理研究室長、センター長を歴任し、後に国士舘大学教授
- 稲田孝司 - 1969年入所。後に岡山大学名誉教授
- 東野治之 - 1970年入所。後に奈良大学名誉教授、文化功労者
- 三輪嘉六 - 教員などを経て入所。後に文化庁文化財鑑査官、日本大学教授、九州国立博物館初代館長
- 今泉隆雄 - 1972年入所。後に東北大学名誉教授
- 百橋明穂 - 1974年入所。後に神戸大学名誉教授
- 光谷拓実 - 1975年入所。在職中に日本の年輪年代測定法を確立した。後に京都大学大学院客員教授
- 佐藤信 - 1979年入所。後に東京大学名誉教授
- 上原真人 - 1979年入所。後に京都大学名誉教授
- 松井章 - 1982年入所。環境考古学の第一人者で、埋蔵文化財センター長を経て、定年退職後も特任研究員として在籍した
- 寺崎保広 - 1983年入所、後に奈良大学教授
- 山岸常人 - 1986年入所。後に京都大学大学院教授
- 小野健吉 - 1987年入所。副所長を経て、和歌山大学教授、後に大阪観光大学教授
- 浅川滋男 - 1987年入所。後に公立鳥取環境大学教授
- 森公章 - 1988年入所。後に東洋大学教授
- 臼杵勲 - 1992年入所。後に札幌学院大学教授
- 藤田盟児 - 1992年入所。後に奈良女子大学教授
- 古尾谷知浩 - 1997年入所。後に名古屋大学教授
- 馬場基 - 2000年入所。京都大学大学院客員准教授
- 市大樹 - 2001年入所。大阪大学栄誉教授
- 岡村道雄 - 2002年に文化庁文化財部記念物課埋蔵文化財部門から異動。2008年に定年退職
- 青木敬 - 2008年入所。後に國學院大學教授
- 難波洋三 - 京都国立博物館を経て2008年入所。埋蔵文化財センター長を経て2016年に定年退職。名誉研究員
- 海野聡 - 2009年入所。後に東京大学大学院准教授
- 小椋大輔 - 京都大学大学院准教授を経て、2012年から2017年まで客員研究員

### その他
- 金関恕 - 1953年、京都大学大学院に在籍したまま臨時筆生となる。後に天理大学名誉教授
- 堀池春峰 - 東大寺図書館司書、東大寺史研究所長。1953年4月から2001年3月まで非常勤調査員
- 橋口新一郎 - 建築家。2001年に世界遺産解説員を歴任